# Turismul în Islanda
Turismul este o parte importantă a economiei islandeze, generând circa o treime din PIB. Cei mai mulți turiști provin din Marea Britanie și Germania, dar și din țările scandinave și S.U.A. Turiștii sunt atrași de atracțiile naturale ale Islandei (ghețari, gheizere, ape geotermale), dar și de activitățile care sunt puse la dispoziția turiștilor: petreceri tematice, excursii asistate pe ghețari sau în zonele sălbatice din interiorul țării, precum și de diferitele festivaluri, cum ar fi "zilele nopților albe" (în luna iulie), când soarele nu apune deloc, sau zilele nopților arctice, când soarele nu răsare deloc (în luna februarie). Printr-un sistem foarte bine pus la punct, Islanda atrage anual un număr de turiști de două ori mai mare decât propria populație.

## Destinații turistice populare
Sursa: sondaj din cadrul Ministerului Turismului islandez.
| Loc | Destinație         | Procentaj |
| --- | ------------------ | --------- |
| 1   | Regiunea capitalei | 97.0%     |
| 2   | Geysir/Gullfoss    | 59.4%     |
| 3   | Þingvellir         | 50.4%     |
| 4   | Vík                | 47.4%     |
| 5   | Skógar             | 43.6%     |
| 6   | Jökulsárlón        | 42.3%     |
| 7   | Skaftafell         | 40.3%     |
| 8   | Akureyri           | 36.2%     |
| 9   | Mývatn             | 34.0%     |
| 10  | Laguna albastră    | 31.5%     |

## Proveniența turiștilor
Tabelul de mai jos conține turiștii care au ajuns în principalul aeroport din Islanda în 2015, în funcție de naționalitate:
| Loc | Țară          | Număr     |
| --- | ------------- | --------- |
| 1   | Statele Unite | 242.805   |
| 2   | Regatul Unit  | 241.024   |
| 3   | Germania      | 103.384   |
| 4   | Franța        | 65.822    |
| 5   | Norvegia      | 51.402    |
| 6   | Danemarca     | 49.225    |
| 7   | China         | 47.643    |
| 8   | Canada        | 46.654    |
| 9   | Suedia        | 43.096    |
| 10  | Țările de Jos | 29.546    |
|     | Total turiști | 1.261.938 |

## Legături externe
- Descoperă Islanda